# Гребнев, Анатолий Борисович
Анато́лий Бори́сович Гре́бнев (псевдоним, настоящее имя Густав Борисович Айзенберг; 1923—2002) — советский кинодраматург. Заслуженный деятель искусств РСФСР (1976). Лауреат Ленинской премии (1982).

## Биография
Родился 2 ноября 1923 года в Тифлисе.
В юности посещал литературный кружок Георгия Крейтана в Тбилиси, был близко знаком с Булатом Окуджавой.
Окончил театроведческий факультет ГИТИСа (1949, курс Павла Маркова), в то же время учился в Литинституте имени А. М. Горького на курсе И. Л. Сельвинского.
Возглавлял литературную группу МОЛ при газете «Заря Востока» в Тбилиси.
Погиб на 79-м году жизни 19 июня 2002 года в московском районе Матвеевское, неподалёку от Дома ветеранов кино, при наезде автомобиля.
Похоронен на Троекуровском кладбище в Москве.

## Семья
Жена — Галина Ноевна Миндадзе (1924—2013).
Сын — Александр Миндадзе (род. 1949), кинодраматург и режиссёр.
Дочь — Елена Гремина (1956—2018), сценаристка, драматург и режиссёр.

## Драматургия
- 1961 — Ждите писем — повесть для кинематографа.
- 1973 — Из жизни деловой женщины (Старые стены). Пьеса.
- 1975 — Рассказ от первого лица. Пьеса.
- 1979 — Шесть повестей для экрана.

## Сценарии к фильмам
- 1960 — Ждите писем
- 1962 — Дикая собака динго
- 1963 — Два воскресенья
- 1964 — Тётка с фиалками (короткометражный)
- 1966 — Июльский дождь
- 1966 — Когда играет клавесин (короткометражный)
- 1966 — Кто придумал колесо?
- 1967 — Разбудите Мухина!
- 1967 — Сильные духом
- 1970 — Переступи порог
- 1971 — Прощание с Петербургом
- 1972 — Визит вежливости
- 1973 — Ни слова о футболе
- 1973 — Старые стены
- 1974 — Красная скрипка
- 1975 — Дневник директора школы
- 1976 — Вы мне писали…
- 1978 — Двое в новом доме
- 1979 — Путешествие в другой город
- 1979 — Утренний обход
- 1979 — Что-то с телефоном (короткометражный)
- 1980 — Карл Маркс. Молодые годы
- 1982 — Частная жизнь
- 1984 — Время желаний
- 1984 — Прохиндиада, или Бег на месте
- 1984 — Успех
- 1986 — Знаю только я
- 1987 — Клуб женщин
- 1989 — Процесс
- 1989 — Убегающий август
- 1990 — Чернов/Chernov
- 1992 — Старые молодые люди
- 1994 — Петербургские тайны (телесериал)
- 1994 — Прохиндиада 2
- 1997 — Долголетие (короткометражный)
- 2000 — Дом для богатых
- 2001 — Мамука
- 2001 — Московские окна
- 2002 — Кино про кино
- 2003 — Северный сфинкс

## Призы и награды
- 1976 — Заслуженный деятель искусств РСФСР
- 1976 — Государственная премия РСФСР имени братьев Васильевых — за сценарий фильма «Старые стены»
- Орден Трудового Красного Знамени (19.05.1981)
- 1982 — Ленинская премия — за сценарий фильма «Карл Маркс. Молодые годы»
- 1998 — Орден «За заслуги перед Отечеством» IV степени (03.11.1998) — за большой вклад в развитие отечественного искусства[5]
- 2002 — Премия «Ника» — за лучший сценарий, фильм «Кино про кино»
- 2003 — Премия «Золотой орёл» — за лучший сценарий (посмертно), фильм «Кино про кино»